# Irene Montrucchio
Irene Montrucchio, född den 7 oktober 1991, är en spansk konstsimmare.
Hon tog OS-brons i lagtävlingen i konstsim i samband med de olympiska konstsimstävlingarna 2012 i London.